# (35312) 1997 AX2
1997 AX2 (asteroide 35312) é um asteroide da cintura principal. Possui uma excentricidade de 0.20639760 e uma inclinação de 9.36160º.
Este asteroide foi descoberto no dia 4 de janeiro de 1997 por Takao Kobayashi em Oizumi.